# Херресбах
Херресбах (нем. Herresbach) — община в Германии, в земле Рейнланд-Пфальц. 
Входит в состав района Майен-Кобленц. Подчиняется управлению Фордерайфель.  Население составляет 459 человек (на 31 декабря 2010 года). Занимает площадь 8,47 км².
Коммуна подразделяется на 4 сельских округа.